# Guayameo
Guayameo (del purépecha: Uéamuo ‘Lugar iluminado’) es una de las 297 localidades del municipio de Zirándaro, en el estado mexicano de Guerrero, es considerada una localidad estratégica de dicho municipio, puesto que es una de las principales localidades y su porcentaje de población representa el 8.65% del total del municipio, por lo que se ubica en segundo lugar, después de la cabecera municipal que representa el 17.3%, según el censo realizado por el INEGI en el año 2010.

## Historia
Existen documentos y mapas en los que se hace mención de Guayameo, Guimeo, Guaymero o Quayameo, y se cree que el Guayameo actual es distinto al que se mencionaba en esos mapas y documentos, puesto que el Guayameo del cual se hacía mención era un lugar muy cercano a Zirándaro, donde incluso se describía que Guayameo se localizaba a mil pasos de la cabecera municipal, lo que en términos reales vendría a ser algo imposible, porqué Guayameo se encuentra a 57 km de Zirándaro de los Chávez (cabecera municipal). Por ello, su historia podría verse marcada en dos partes: el Guayameo antiguo y el Guayameo moderno.

### Guayameo antiguo
Según algunos datos históricos obtenidos del Museo Regional de Guerrero, se dice que antes de la llegada de los españoles, había pocos señoríos independientes en el territorio que años más tarde conformaría el estado de Guerrero y, el territorio que actualmente pertenece a la región Tierra Caliente, para ese entonces estaba bajo el dominio de los purépechas.
Desde la provincia de Pátzcuaro, entre los años 1522 y 1524, tres conquistadores con el capitán Antonio de Carvajal, y un negro entre ellos, que se decía Juan Garrido, fueron a conquistar Sirandaro y Guayameo. La mayoría de los señoríos del ahora territorio guerrerense, se conquistaron por medio de concentraciones políticas; así los nativos de Sirandaro y Guayameo, salieron a recibir en paz, con comida, aves, pescado, maíz y frutas. Y posteriormente estos conquistadores se fueron a Zacatula.

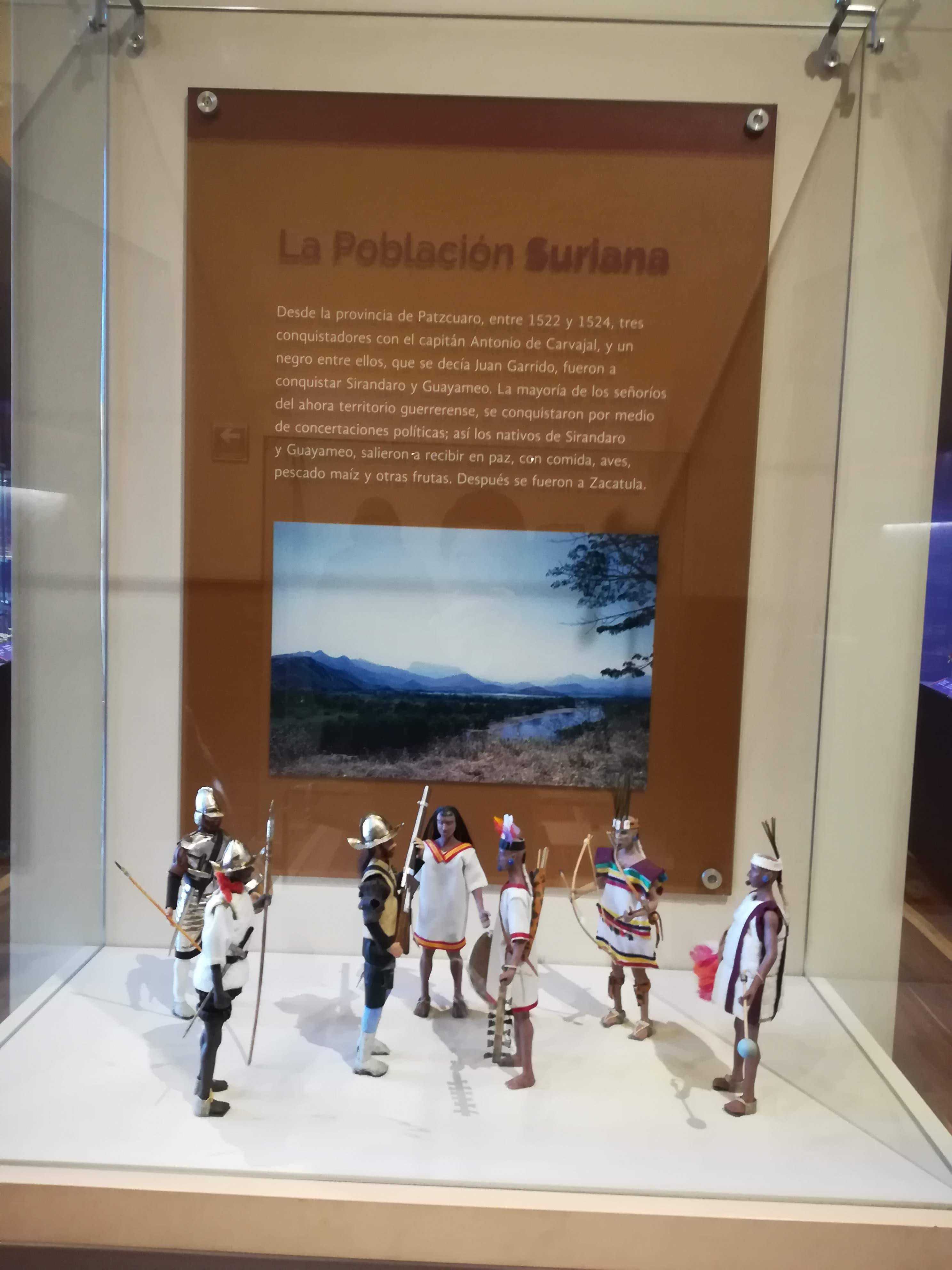
Un dato histórico acerca de la población del sur de la República Mexicana, enfatizado en dos localidades pertenecientes al actual estado de Guerrero, las cuales son: Zirándaro y Guayameo.

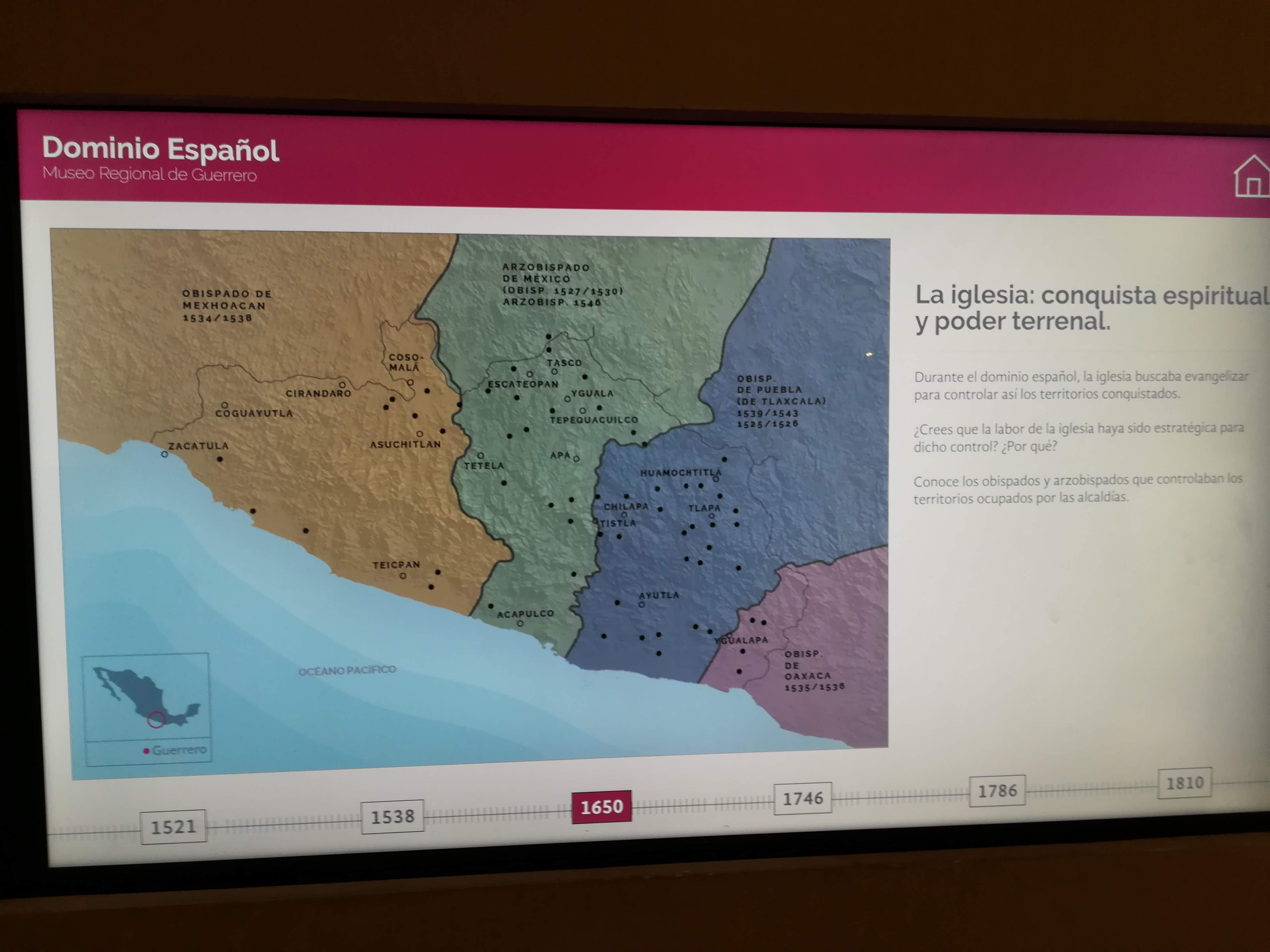
Guimeo y Cirándaro eran una Alcaldía Mayor del Obispado de Mexhoacán.

Durante la colonización, y más precisamente, durante los años 1532 y 1786 (periodo en el cual se había realizado la división de alcaldías y corregimientos), Guimeo y Cirándaro eran una Alcaldía Mayor que formaba parte del Obispado de Mexhoacan.
Para el año 1786, el rey Carlos III buscó tener control sobre sus territorios en ultramar, por ello, creó tres intendencias: Michoacán, México y Puebla, en donde Guimeo y Cirándaro eran parte de la intendencia de Michoacán.

### Guayameo moderno
En el año 1804 aproximadamente, se fundó el Guayameo actual en tierras que cedió el señor Don Camilo Ríos para el Fundo legal, el cual fue poblado por familias de origen español y francés, con restos de sangre purépecha.
En el año 1810, cuando el cura Hidalgo dio el grito en Dolores Hidalgo, Guanajuato, el actual territorio del municipio de Zirándaro era parte de la Intendencia de Valladolid.
Guayameo se encuentra enclavado en un valle intermontano en las estribaciones de la Sierra Madre del Sur a 57 km al suroeste de la cabecera municipal, a una altitud de 640 m s. n. m.

## Geografía

### Localización
Guayameo es una localidad mexicana, ubicada en el estado de Guerrero, perteneciente a la región Tierra Caliente del estado, en el municipio de Zirándaro. Al suroeste de la cabecera municipal y al noroeste de la capital del estado de Guerrero. Ubicado dentro de las coordenadas geográficas 18°18'15.8 de latitud norte y 101°15'43.2 de latitud oeste. Latitud 18.3044 y longitud -101.262.

### Clima
Guayameo tiene un clima cálido subhúmedo con lluvias en verano. En Guayameo el clima suele ser templado y agradable, a comparación con otras comunidades y municipios de la región Tierra Caliente, puesto que Guayameo tiene cercanía con "la sierra de los fresnos".

### Hidrografía
Las corrientes naturales de agua que fluyen dentro y por los alrededores de Guayameo son: El Arroyo Grande, Arroyo del Salto, Arroyo de San Antonio y Arroyo de las Nueces, estos dos últimos, se unen en uno solo.

### Flora
La vegetación que predomina es la selva baja caducifolia, bosques con arbustos de hoja caediza que se recuperan en la época de lluvia, algunas especies verdes como la ceiba, parota, cuéramo, cascalote, mezquite, corongoro, tamarindo, pochote, cirián, cuirindal, quiringucua, pinzán, capires, bonetes, copales, cuachalalate, cuajilotes, truenos, tepehuajes, etc., árboles frutales, como el nanche, mango, naranjo, plátano, ciruelo, tamarindo y arrayán.
Cerca de Guayameo se encuentran principalmente dos sierras, una de ellas rodea parte del rancho La Parota de Guayameo y la otra es comúnmente conocida como la sierra de los fresnos, en ambas se pueden encontrar especies de pino y encino.

### Fauna
Existe una variedad de especies que se pueden ver dentro y por los alrededores de Guayameo, tales como el puma, venado, tejón, armadillo, jabalí, zorra, tlacuache, zorrillo, mapache, coyote, conejo, liebre, ardilla, iguana, zopilote, aura, gavilán, aguililla, gavilancillo, tecolote, tecolotillo, paita, zanate, perico, primavera, pájaro carpintero, pijuy, correcaminos, codorniz, chicuaro, tordo, torcaza, golondrinas, calandria, palomas, colibrí, tentecaco, congucha, güilota, patos y garzas; víbora de cascabel, alacrán, tarántula, grillos, ciempiés, gusanos, mosquitos, muchas variedades de avispas y una importante variedad de insectos y escarabajos, entre los que destaca el gachupín y los mayates, libélulas, matacaballos, mariposas, chicharras, churrupitetes, tijerillas.

## Demografía

### Población
De acuerdo al censo de Población y Vivienda 2010 realizado por el INEGI, para el 2010 la cantidad de habitantes en Guayameo era de 1627 personas, de las cuales 779 eran mujeres y 848 eran hombres.

## Gastronomía

### Comidas típicas
Mole rojo y verde con tamales nejos, pozole de pollo o puerco, aporreado de carne de res (cecina), pollo en crema, chilaquiles, picadillo, frijoles guisados, frijoles puercos, enchiladas verdes y rojas, tacos de carne de res, quesadillas, tacos dorados, carnitas y pilinques de puerco, los distintos tipos de frito de carnes de: puerco, jabalí, tejón, armadillo, tlacuache, etc.
La mayoría de estas comidas se suelen comer con tortillas recién hechas a mano por las mujeres trabajadoras y talentosas de la localidad de Guayameo. Del grano de elotes se suelen hacer uchepos (elaborados de grano de elote tierno) y se suelen acompañar de crema, queso, salsa molcajeteada y leche; las toqueres (elaboradas de grano de elote que ya se está sazonando) y se acompañan de crema, queso y salsa molcajeteada. Los elotes se suelen comer asados, cocidos y en esquites. De la leche de vaca se suele hacer queso, requesón y jocoque.

### Atoles
Existe una gran variedad de atoles, entre los que destacan los atoles de: nanche, arroz con leche, tamarindo, champurrado, avena, ciruela, arrayán y el atole blanco de grano de maíz.

### Postres
Buñuelos de harina dorados y endulzados con atole blanco, buñuelos de cuajada con leche, calabaza endulzada con leche, manácata con leche, variedades de panes acompañado con leche, atole o chocolate (dentro de los panes más típicos destaca el comúnmente conocido como pan de tabla), gorditas blancas de harina con atole (generalmente de avena o maizena), gorditas de harina con dulce acompañadas de leche, gorditas de manteca con atole (generalmente de tamarindo), tamales nejos con dulce acompañados con leche, nacatamales con atole champurrado, etc.

### Dulces
Pulpa de tamarindos, panocha de dulce, leche dura, conservas de mango, plátano, atuto, ciruela y nanche, los típicos dulces elaborados con jugo de la caña de azúcar, tales como: la melcocha, los batidillos, pantles, la calabaza tachada, entre otros.

## Educación
La educación es uno de los principales elementos básicos para la formación académica de los niños y jóvenes de Guayameo. Por ello, la educación escolar forma parte de dicha población.

### Educación Básica

#### Educación Preescolar
La localidad de Guayameo cuenta con un preescolar, kínder o Jardín de Niños, ubicado en la Calle Adolfo López Mateos SN, que lleva como nombre Jardín de Niños Gabriela Mistral, con Clave de Centro de Trabajo (C.C.T.) 12EJN0061Y, el cual es una escuela pública y cuenta con un Turno Matutino, para el año 2015 estaba conformado 7 personas laborando y por 85 alumnos distribuidos en 5 grupos.

#### Educación Primaria
Escuela Primaria Juan N. Álvarez, es una escuela primaria pública general, ubicada en la colonia Centro, Guayameo, Zirándaro, Gro., en la calle Hermenegildo Galeana SN. Cuenta con 2 turnos: el Turno Matutino con C.C.T 12DPR1013M y el Turno Vespertino con C.C.T. 12DPR0607P.
En el año 2018, el Turno Matutino estaba conformado por 6 grupos, 9 personas laborando y 118 alumnos. En este mismo año, el Turno Vespertino estaba conformado por 6 grupos, 6 personas laborando y 92 alumnos.

#### Educación Secundaria
La Escuela Secundaria Técnica Industrial Núm. 141, es una escuela de Nivel Secundaria, cuyo Subnivel es Secundaria Técnica y su Servicio es Secundaria Técnica Industrial. Es de control Público y subcontrol Estatal. Cuenta con un Turno Matutino con C.C.T. 12DST0141M.
En el último registro realizado, estaba conformada por 9 personas laborando y 98 alumnos distribuidos en 5 grupos.

### Educación Media Superior
El Centro de Educación Media Superior a Distancia Num. 030 (CEMSAD 030), es la escuela del Nivel Medio Superior (Bachillerato) que hay en el pueblo. Comenzó a gestionarse a finales del año 2012 y se inauguró en el año 2013, en un inicio llevó el nombre de Bachillerato General Guayameo Num. 030 y, estuvo ubicado en la Col. Centro, Guayameo. Su primera generación fue la Generación 2013 – 2016 en la cual egresaron 50 alumnos aproximadamente.
La C.C.T. del CEMSAD 030 es 12EMS0030X, la escuela se encuentra ubicada en la entrada del pueblo, por la carretera A los Bancos SN.

### Educación Superior
Anteriormente, en Guayameo y en el municipio de Zirándaro no había ninguna institución del Nivel Superior, por lo cual la mayoría de los jóvenes guayamenses desertaban y, sólo algunos con esfuerzo y dedicación optaban por continuar sus estudios en lugares como en la Cd. Altamirano, Chilpancingo, Morelia, la CDMX, entre otros.
A finales del año 2021, comenzaron las gestiones para establecer una unidad académica del nivel superior en dicha comunidad. Fue así que el 5 de febrero de 2022 a las 11:00am, en el techado de la plaza de Guayameo se dieron cita (la comunidad en general e interesados) a la inauguración de la Unidad Académica Guayameo por parte de la Universidad Internacional de los Pueblos del Estado de Guerrero (UNIPEG).
El 14 de febrero de 2022 queda marcado en la historia de la localidad de Guayameo como el día en el que comienzan las clases de la primera generación que se está formando en la UNIPEG Campus Guayameo.
Actualmente, la Unidad Académica Guayameo se encuentra ubicada en la colonia Centro de dicha localidad, en instalaciones provisionales de la Universidad, ofertando consigo 4 licenciaturas:
- Licenciatura en Enfermería.
- Licenciatura en Administración General.
- Licenciatura en Ciencias de la Educación.
- Ingeniería en  Desarrollo Sostenible y Sustentable.

## Economía

### Actividad Primaria
Las principales actividades primarias que son el sustento económico de la mayoría de los pobladores guayamenses, se centra en la agricultura, ganadería y la caza.
En la agricultura destaca el cultivo de maíz, ajonjolí, sorgo, frijol, caña de azúcar, jitomate, calabaza, jícama, camote, entre otros.
En la ganadería destaca principalmente la crianza de ganado bovino (vacas, toros, becerros), seguido del ganado porcino (puercos, comúnmente llamados cuches), posteriormente la crianza de aves (como gallinas, patos, pavos, codornices, palomas, conguchas y güilotas) y, finalmente, la crianza del ganado ovino y caprino (cabras y ovejas).

### Actividad Secundaria
En Guayameo, lo más destacable de la industria del sector secundario se centra básicamente en los trapiches para caña de azúcar y, del jugo obtenido, se hierve y se producen melcochas, pantles, batidillos, calabazas tachadas y miel de caña de azúcar.
De la leche de vacas se elaboran quesos, requesón, jocoque y leche dura, principalmente. También, entre otras cosas, destaca la elaboración longaniza.

### Actividad Terciaria
Las actividades económicas más destacables de este sector son el comercio, que se centra básicamente en los negocios de abarrotes que se encuentran establecidos en cada una de las colonias que conforman la comunidad de Guayameo. También, destacan los medios de comunicación que son de uso destacable en el pueblo, tales como las casetas telefónicas, cibers, y pequeñas empresas de redes de wifi inalámbrico que ofrecen cobertura de internet mediante antenas Wi-Fi instaladas por los alrededores y puntos claves del pueblo, a las cuales se obtiene acceso mediante la compra de fichas que contienen un usuario y contraseña que permite el acceso a internet por un determinado tiempo, el cual puede variar según el costo de la ficha.  